# Список Народных героев Югославии/У
В настоящем списке в алфавитном порядке представлены все Народные герои Югославии, чьи фамилии начинаются с буквы «У» (всего 9 человек). В списке указаны даты присвоения звания и даты жизни Героев.
- Серым цветом в таблице выделены Герои, награждённые орденом Народного героя посмертно.

## Список Народных героев Югославии, фамилии которых начинаются с «У»
| № п/п | Фото | Фамилия, Имя            | Дата присвоения звания | Годы жизни                        |
| ----- | ---- | ----------------------- | ---------------------- | --------------------------------- |
| 1156  |      | Узелац, Миле            | 27 ноября 1953         | 1913—1987                         |
| 1157  |      | Узелац, Срджан          | 5 июля 1951            | 2 декабря 1913 — 1 июля 1944      |
| 1158  |      | Уйдурович, Гойко        | 14 декабря 1949        | 1918—1943                         |
| 1159  |      | Уевич, Мате             | 20 декабря 1951        | 26 апреля 1920—2002               |
| 1160  |      | Уменович, Милорад       | 15 марта 1945          | 24 июня 1920 — 4 декабря 1943     |
| 1161  |      | Урдаревский, Александар | 20 июля 1951           | 1920 — 1 февраля 1943             |
| 1162  |      | Урошевич, Миодраг       | 20 декабря 1951        | 17 марта 1922 — 19/20 ноября 1942 |
| 1163  |      | Урошевич, Средойе       | 27 ноября 1953         | 6 сентября 1917 — 13 февраля 2007 |
| 1164  |      | Учакар, Янез            | 27 ноября 1953         | 18 апреля 1918 — 22 апреля 1995   |